# Maronia-Sapes
Maronia-Sapes (gr. Δήμος Μαρωνείας-Σαπών, Dimos Maronias-Sapon) – gmina w Grecji należąca do administracji zdecentralizowanej Macedonia-Tracja, w regionie Macedonia Wschodnia i Tracja, w jednostce regionalnej Rodopy. 
W 2011 roku liczyła 14 733 mieszkańców. Powstała 1 stycznia 2011 roku w wyniku połączenia dotychczasowych gmin Maronia i Sapes. Siedzibą gminy jest Sapes.